# Biancamaria Frabotta
Biancamaria Frabotta (Roma, 11 de juny de 1946) és una poeta, crítica literària, periodista, docent universitària italiana. Intel·lectual total dedicada a les causes civils i a la lluita política, ha estat activista del moviment feminista als anys setanta i ha militat en el PdUP.

## Biografia
Biancamaria Frabotta va néixer a Roma, on viu. Ha ensenyat Literatura italiana moderna i contemporània a la Universitat de Roma La Sapienza fins al 2016.

## Obra literària
Poeta, autora també de narrativa i textos teatrals, ha publicat igualment molt estudis i assajos.
El conjunt de la seva poesia, que s'ha anat editant des de 1976, ha estat aplegat el 2018 en el volum Tutte le poesie 1971-2017.
Entre els seus assajos i estudis literaris hi ha l'antologia Donne in poesia (Roma, Savelli, 1976), que conté una investigació sobre l'especificitat del llenguatge poètic femení, i Letteratura al femminile (Bari, De Donado, 1980), que investiga les traces de la dona també en la literatura masculina; també Giorgio Caproni, el poeta del disincanto (Roma, Taller edicions, 1993) i L'estrema volontà (Roma, Giulio Perrone Editor, 2010).
Com a col·laboradora de revistes, ha estat redactora al diari Il manifesto, editora d'Orsa Minore (1981-83) i Poesia (de 1989 a 1991) i col·laboradora a Alfabeta, l’Espresso, L'Indice dei libri del mese i l'Almanacco dello Specchio.
Ha recollit estudis i intervencions al voltant del feminisme en dos volumsː Femminismo e lotta di classe in Italia (1970-1973) i La política del feminisme.

## Reconeixements
- 1989: Premi Tropea per Velocità di fuga
- 1995: Premi Montale per La viandanza
- 2003: Premi Lerici Pea i Premi Dessì per La pianta del pane
- 2012: Premi «Città di Penne - Fondazione Piazzolla» per Da mani mortali
- 2013: Nomenament com a membre honorària de la Societat Italiana de Literatura
- 2015: Premi «L’olio della poesia»
- 2016: Premi «Città di Fiumicino», Premi «Alessandro Tassoni» i Premi «Don Luigi Liegro» a la seva carrera
- 2016ː Convidada en el 24è Festival de Poesia de Rosario (Argentina) i al 26è de Medellín.[8][9]
- 2018: Premi de Poesia Città di Legnano - Giuseppe Tirinnanzi

## Obra publicada

### Poesia
- Affeminata, Nota crítica d'Antonio Porta, Rivalba, Geiger, 1976
- Il rumore bianco, Pròleg d'Antonio Porta, Milà, Feltrinelli, 1982
- Appunti di volo e altre poesie, Roma, La Cometa, 1985
- Controcanto al chiuso, Roma, Rossi & Spera, 1991
- La viandanza, Milà, Mondadori, 1995 (Premi Montale)
- Terra contigua, Roma, Empirìa, 1999
- La pianta del pane, Milà, Mondadori, 2003
- Gli eterni lavori, Pròleg de Giorgio Patrizi, Genova, San Marco dei Giustiniani, 2005
- I nuovi climi, Pròleg de Maurizio Cucchi, Brunello, Stampa, 2007
- Da mani mortali, Milà, Mondadori, 2012
- Per il giusto verso, Lecce, Manni, 2015
- Risatelle, amb Brunello Tirozzi, Roma, Empirìa, 2016
- La materia prima, 2018 (llibre inèdit inclòs a Tutte le poesie 1971-2017)
- Tutte le poesie 1971-2017, Epíleg de Roberto Deidier, Nota biobibliografica de Carmelo Princiotta, Milano, Mondadori, 2018
- Passaggio a mezzogiorno, amb Maria Grazia Calandrone, Marco Caporali, Giorgio Ghiotti, Gabriele Galloni, Ivonne Mussoni, Simone Zafferani, Mario De Santis, Sacha Piersanti, Brunello Tirozzi, Davide Toffoli, Acquaviva Picena, La Collana Isola, 2018

### Narrativa
- Velocità di fuga, Trento, Reverdito, 1989 (Premi Tropea 1989)

- Quartetto per masse e voce sola, Roma, Donzelli, 2009

### Teatre
- Trittico dell'obbedienza, Palerm, Sellerio, 1996

### Llibres d'art
- Tensioni, diàleg escènic amb 12 dibuixos en color de Rossana Lancia, Milano/Venezia, Eidos, 1989
- Controcanto al chiuso, monòleg teatral amb dos aiguaforts de Giulia Napoleone, Roma, Edicions della Cometa, 1994
- Ne resta uno, setze haiku amb sis gravats de Giulia Napoleone, Firenze, Il Ponte, 1996
- Sopravvivenza del bianco, una poesia amb gravats de Giulia Napoleone, Milano, Scheiwiller, 1997
- Alta marea, Roma, Eos Edicions, 2001
- Poesie per Giovanna, Ascoli Piceno, Grafiche Fioroni, 2004
- La piega delle cose, llibre objecte d'Ernesto Porcari, amb textos de Biancamaria Frabotta, Roma, Il Bulino, 2007

Estudis
- Carlo Cattaneo, Introducció d'Alessandro Galante Garrone, Lugano, Edicions Ticino Nostro, 1971
- Donne in poesia, Roma, Savelli, 1976
- Letteratura al femminile. Itinerari di lettura: a proposito di donne, storia, poesia, romanzo, Bari, De Donato, 1980
- Giorgio Caproni. Il poeta del disincanto, Roma, Officina, 1993
- L'estrema volontà. Studi su Caproni, Fortini, Scialoja, Roma, Perrone, 2010